# Georch Illés
Etre-karchai Georch Illés (Etrekarcsa, Pozsony vármegye, 1772. szeptember 28. – Pest, 1835. július 31.) ügyvéd, a Magyar Tudományos Akadémia tiszteleti tagja, Pest és más megyék táblabírája.

## Élete
Szegény nemes szülők gyermeke volt. Tizenkét éves korában a király segélyben részesítette, hogy szülei taníttathassák. Pozsonyban végezte középiskoláit, majd az egyházi rendbe lépett és 1790-től 1792-ben Esztergomban tanulta a hittudományt. Ezt követően elhagyta a papi pályát. 1792-től 1794-ig Pozsonyban jogot hallgatott.
1796-ban Pestre ment törvénygyakorlatra. Mikor Napóleon ellen közfelkelést hirdettek, 1797-ben ő is felesküdött a felkelt nemesség zászlajára, és főhadnagyi rangot kapott. Alig töltött azonban fél évet a vitézi pályán, mikor a közfelkelés szüksége elenyészett, Georch pedig a pozsonyi akadémiánál a magyar nyelv és irodalom tanára lett. 1798-ban ügyvédi cenzúrát tett és ügyészsége mellett tanári pályát is folytatta. 1799-ben a hősi uradalom, 1802-ben Pozsony és Somorja városok, 1804-ben a Kondé család ügyésze lett. Ügyvédi elfoglaltsága miatt kénytelen volt nyelvtanítói állásáról lemondani. 1806-ban Pestre költözött, és Albert szász-tescheni királyi herceg ügyésze lett, 1813-tól 1830-ig pedig a ráckevei kincstári uradalom igazgatója volt. Ekkoriban látásra már jócskán megromlott, így kénytelen volt nyugalomba vonulni. Az 1807-es országgyűlésen a távollevők követeként volt jelen. 1832. szeptember 1-jén a Magyar Tudományos Akadémia megválasztotta tiszteleti tagjává. Utolsó éveiben is serényen munkálkodott.

## Családja
Felesége Csillag Johanna volt, aki 1854. március 4-én, 78 éves korában hunyt el. Sírjaik a budapesti Belvárosi Ferences Templom alatti kriptában találhatóak.

## Művei
- Paradigma conjugationis verborum et methodus iisdem recte utendi Hungaria propria. Posonii. 1799. (Névtelenűl.)
- Etelkából kiválogatott remekje a helyes magyarságnak. Posonii, 1800.
- Honnyi törvény. Öszve-szedegette... 1804-09. (Három könyv, négy kötetben. Az első két kötet Pozsonyban, a második két kötet Pesten jelent meg.) Első könyv Másadik könyvnek egyik kötetje Másadik könyvnek másik kötetje Harmadik könyv
- Tudósításai a munka kiadásáról. Pozsony és Pest, 1803-07. Három darab. Latinul: Ius patrium... a quodam veterano juris professora (Brezanóczy Ádám) donatum. Posonii, 1807-10. Három kötet. 2. kiadás. Posonii, 1817.
- Magyarország uralkodóinak származások és jelesebb tetteinek rövid leirása. Pest, 1818.
- A magyar helyesirás fő rendszabásairól. Pest, 1821. (Jutalom feleletek a magyar nyelvről. A m. n. museum 1815., 1816., 1817. eszt. kérdéseire. I. II. Marczibányi-jutalmat nyert pályamunka.)
- Disquisitio critica dissertationis historicae Boerio-Besserianae de ortu et nativitate Joannis de Hunyad. Pest, 1826.
- Georch Illés törvényes tárgyú értekezései. Pest, 1833. Két kötet.
- Értekezése a Tudományos Gyűjteményben (1821. VII. Jegyzetek a hármas törvénykönyv 3. része 29. cikkelyéhez a magyarországi parasztok örökösödései iránt.)
- Kéziratban maradt: Fejtegetett honi törvények.
- Levelei Horváth Istvánhoz, Promontor, 1817. nov. 14., 1824. márc. 28. és kettő kelet nélkül (a Magyar Nemzeti Múzeum kézirattárában.)